# Ibb (muhafaza)
Ibb  (arap. ‏إب‎) je jedna od 20 jemenskih muhafaza. Ova pokrajina nalazi se u središtu zemlje na Jemenskoj visoravni uz obale Crvenog mora.
Ibb ima površinu od 5350 km² i 2,137.546 stanovnika, a gustoća naseljenosti iznosi 399,5 st./km².